# Fede di sanità

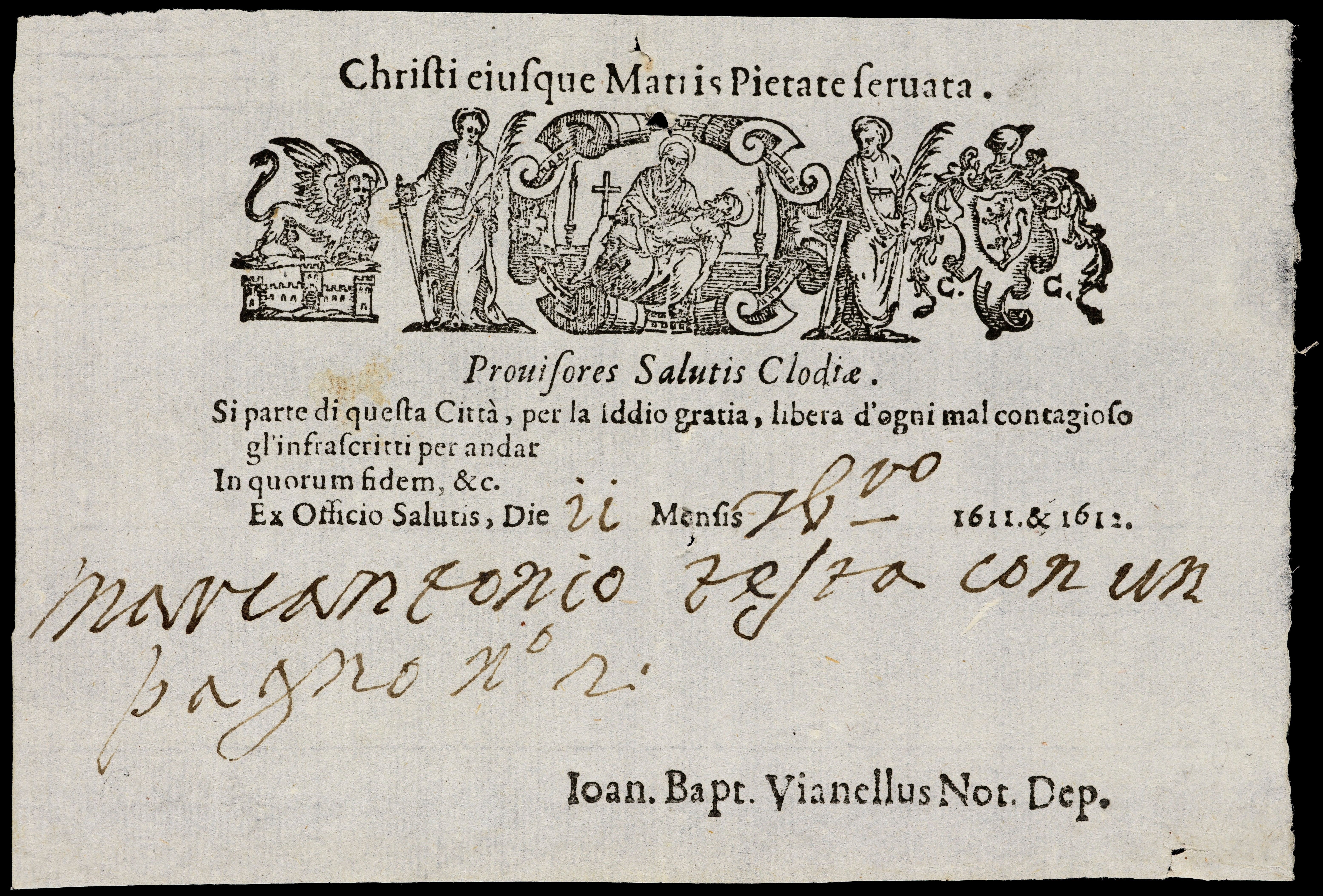
Fede di sanità durante la peste, 1611

La fede di sanità era un documento attestante che una persona aveva completato la quarantena o era altrimenti nota per non essere infettiva. L'esibizione di tale documento consentiva al possessore di poter viaggiare liberamente durante le epidemie come la peste.

## Storia
Nel 1577, i Provveditori alla Sanità della Repubblica di Venezia ordinavano pene drastiche per chi entrava in città da luoghi infetti o sospetti con fedi di sanità fraudolente e senza aver fatto la debita quarantena. Dopo Venezia anche Verona emise la fede di sanità rilasciata dai Provisores Sanitatis Veronex (Provveditori veronesi della Sanità). Tale fede, se emessa a Verona, portava la dicitura: "Si partono da [luogo di partenza], Territorio di Verona, libero (per l'Iddio gratia) da ogni sospetto di mal, per andar à [luogo di destinazione]."
Dal 1600 vari Stati italiani emisero le loro fedi di sanità.
All'ingresso delle città durante le epidemie i controlli venivano effettuati prima di accedere tramite le porte cittadine e la fede di sanità doveva sempre essere esibita per poter ottenere un alloggio a chiunque offrisse ospitalità.

## Caratteristiche
La fede di sanità, vero e proprio passaporto sanitario e che "faceva fede" ossia certificava lo stato di salute di cui godeva il paese di partenza del viaggiatore e di conseguenza il viaggiatore stesso, erano il più delle volte piccoli e semplici foglietti manoscritti compilati da un impiegato del comune e dovevano riportare le caratteristiche somatiche della persona cui erano rilasciate, insieme con ogni altro elemento utile per una sicura identificazione.